# Auto-Mixte
Die SA Auto-Mixte war ein belgischer Hersteller von Automobilen und Nutzfahrzeugen.

## Unternehmensgeschichte
Das Unternehmen wurde im Juni 1905 gegründet. Es hatte seinen Sitz an der Rue Hayeneux in Herstal. Ende 1905 begann die Produktion von Pkw, Lkw und Omnibussen. Der Schwerpunkt lag bei den Nutzfahrzeugen. G.E.M. in Frankreich war Lizenznehmer. 1912 leitete Théodore Pescatore das Unternehmen. Im selben Jahr wurde der Markenname Pescatore eingeführt. 1914 endete die Produktion wegen des Ersten Weltkriegs. Pescatore verkaufte das Werk an Léon Gillet, der 1919 Gillet Herstal gründete.

## Fahrzeuge

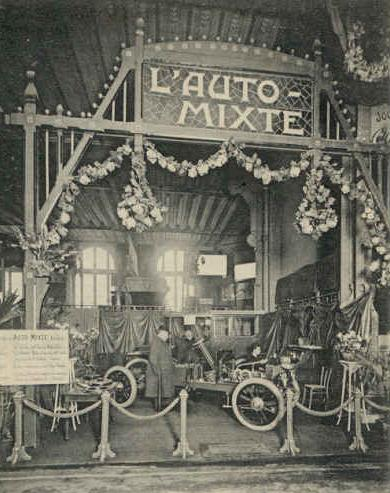
Fahrzeug von Auto-Mixte während des Pariser Autosalons von 1906

Die meisten Fahrzeuge waren benzin-elektrisch angetrieben nach System Pieper. Ein Benzinmotor mit 3,5 PS Leistung mit Dynamo diente zum Aufladen einer 48-Volt-Batterie. Die Reichweite betrug etwa 50 Kilometer. Ein Modell war der 24 CV mit einem Vierzylindermotor, der mehrfach auf dem Brüsseler Automobilsalon ausgestellt wurde.
1909 wurde ein Modell mit einem Schiebermotor nach System von Charles Yale Knight präsentiert.